# Cacicus latirostris
Cacicus latirostris (лат.) — вид птиц рода чёрные кассики из семейства трупиаловых. Обитают в западной части Амазонии. Ранее относили к монотипическому роду Ocyalus. По результатам молекулярно-филогенетического анализа перевели в род Cacicus. 

## Описание
Самцы в среднем достигают длины 33,2 см и массы 117,5 г; самки значительно мельче и достигают длины 24,5 см и массы 74,8 г. Cacicus latirostris на расстоянии выглядит полностью черного цвета, за исключением характерного рисунка на хвосте в полёте. У самцов темя, затылок и верхняя часть спины тёмно-каштановые; остальное оперение в основном бархатисто-чёрное, крылья с синеватым блеском; хвост жёлтый с глянцево-чёрным центром и кончиком, образующие перевернутый Т-образный рисунок (обычно скрытый, когда птица сидит). Радужная оболочка бледно-голубая, редко коричневая (возможно, у молодых особей); клюв цвета слоновой кости с размытым тёмным пятном вокруг кончика или в основном тёмно-серый сверху, цвета слоновой кости снизу; ноги чёрные. Самка похожа на самца, но немного тусклее.

## Распространение и места обитания
Cacicus latirostris распространён на западе Амазонской низменности: крайний юг Колумбии, северо-восток Эквадора, северо-восток Перу (Лорето, Укаяли) и запад Бразилии (юго-запад Амазонаса и запад Акри). Естественными местами обитания являются влажные тропические леса как пойменные вдоль рек, так и предгорные, но вблизи рек. Встречается на высоте от уровня моря до 300 м над уровнем моря.